# Josef Schwarzenbacher

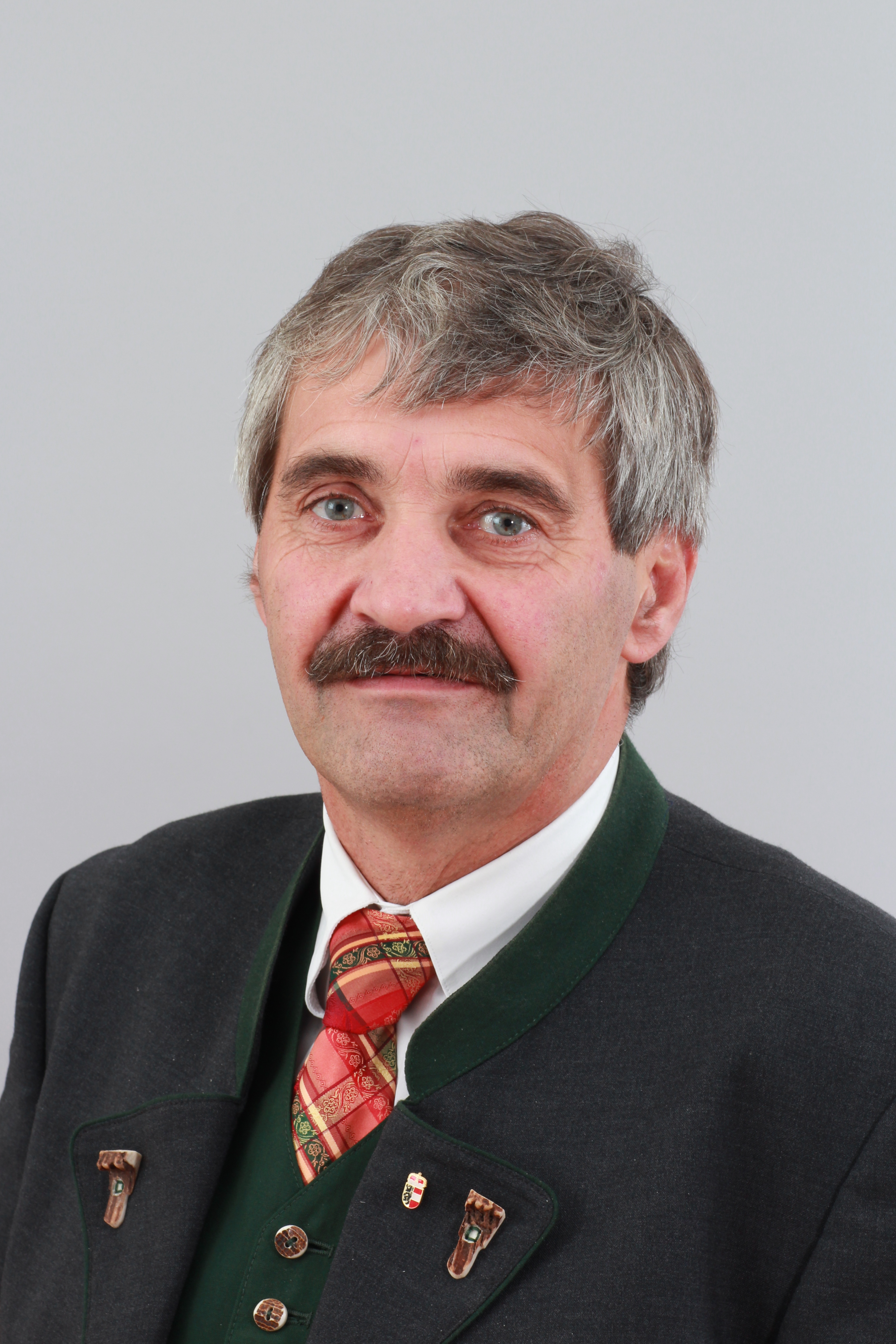
Josef Schwarzenbacher (2012)

Josef Schwarzenbacher (* 18. November 1956 in Lungötz) ist ein österreichischer Politiker (ÖVP), Landwirt und Bautechniker. Schwarzenbacher war von 2004 bis 2013 Abgeordneter zum Salzburger Landtag und von 1994 bis 2019 Bürgermeister von Annaberg-Lungötz.

## Ausbildung und Beruf
Schwarzenbacher besuchte nach der Volks- und Hauptschule den Polytechnischen Lehrgang in Annaberg und absolvierte danach eine Lehre als Maurer- und Zimmerer bei der Firma Kreuzberger-Scharler in Bischofshofen. Danach besuchte er die Höhere Technische Lehranstalt in Salzburg und ist seit 1984 als Bauaufseher beim Amt der Salzburger Landesregierung beschäftigt. Seit 1982 bewirtschaftet Schwarzenbacher zudem das Rathgebgut in Lungötz im Nebenerwerb.

## Politik
Schwarzenbacher vertrat die ÖVP von 1984 bis 1989 im Gemeinderat von Annaberg-Lungötz und übte zwischen den Jahren 1989 und 1994 das Amt des Vizebürgermeisters aus. 1994 wurde Schwarzenbach zum Bürgermeister der Gemeinde Annaberg-Lungötz gewählt. Schwarzenbacher ist zudem Landesobmann-Stellvertreter des Bauernbundes und Bezirksobmann-Stellvertreter der ÖVP-Tennengau. Am 28. April 2004 wurde er in den Salzburger Landtag gewählt, bei der Landtagswahl 2009 kandidierte Schwarzenbacher auf Platz acht der ÖVP-Landesliste. Zudem trat Schwarzenbacher bei der Gemeinderatswahl 2009 erneut als Bürgermeister von Annaberg-Lungötz an.
Bei der Bürgermeisterwahl 2019 trat er nicht mehr zur Wahl an. Für seine Verdienste um die Gemeinde wurde Josef Schwarzenbacher im November 2019 die Ehrenbürgerschaft der Gemeinde Annaberg-Lungötz verliehen.
Als seine politischen Ziele bezeichnete Schwarzenbacher die Förderung der ländlichen Infrastruktur und den Erhalt der Nebenerwerbsbetriebe, die Schaffung neuer Arbeitsplätze durch Betriebsansiedelungen sowie den Ausbau des Bildungswesens im Tennengau und gleichmäßige Vergabe von Landesmitteln für Tourismusprojekte.

## Privates
Schwarzenbacher ist seit 1981 verheiratet und ist Vater zweier Töchter und eines Sohnes.